# أم هاشم بنت أبي هاشم
أم هاشم فاختة بنت أبي هاشم بن عتبة بن ربيعة العبشمية القرشية (28 هـ - 72 هـ / 649م - 692م) هي ابنة الصحابي أبو هاشم بن عتبة بن ربيعة، وزوجة الخليفة الأموي الثاني يزيد بن معاوية بن أبي سفيان وأم أبنائه الخليفة الأموي الثالث معاوية الثاني بن يزيد وخالد بن يزيد وعبد الله الأكبر بن يزيد، وأبو سفيان بن يزيد. ثم تزوجها الخليفة الأموي الرابع مروان بن الحكم بعد وفاه الخليفة يزيد بن مُعَاوية .

## نسبها
- هي: فاختة بنت أبي هاشم بن عُتَبة بن ربيعة بن عبد شمس بن عبد مناف بن قصي بن كلاب بن مرة بن كعب بن لؤي بن غالب بن فهر بن مالك بن قريش بن كنانة بن خزيمة بن عامر بن إلياس بن مضر بن نزار بن معد بن عدنان العبشمية القرشية الكنانية وتُكَنى بأم هاشم وأم خالد.[3] وزعم ابن عساكر الدمشقي أنَها تُكَنى بأُم حبيب وتشتهر به.[4]
- أبوها هو: الصحابي أبو هاشم بن عتبة بن ربيعة العبشمي القرشي أسلم بعد فتح مكة وحسن إسلامه وخرج إلى بلاد الشام ونزل دمشق وتوفي بها في خلافة ابن اخته معاوية بن أبي سفيان.[5] وقد اشتهر بكنيته واختلف في اسمه قال ابن حجر العسقلاني: «أبو هاشم بن عتبة العبشمي القرشي اختلف في اسمه فقيل مُهَشم، وقيل خالد وبه جزم النسائي، وقيل اسمه كنيته وبه جزم محمد بن عثمان بن أبي شيبة، وقيل هشيم، وقيل هشام، وقيل شيبة».[6]
- جَدها هو: عتبة بن ربيعة العبشمي القرشي كان من سادات قبيلة قريش في مكة وفرسانها المعدودين في الجاهلية والإسلام، وقد أدرك الإسلام ولم يسلم وشهد غزوة بدر مع المشركين فقُتِل فيها على يد حمزة بن عبد المطلب وعلي بن أبي طالب.[7]